# Pheidole oceanica
Pheidole oceanica är en myrart som beskrevs av Mayr 1866. Pheidole oceanica ingår i släktet Pheidole och familjen myror. Inga underarter finns listade i Catalogue of Life.